# Nausithoe rubra
Nausithoe rubra är en manetart som beskrevs av Ernst Vanhöffen 1902. Nausithoe rubra ingår i släktet Nausithoe och familjen Nausithoidae. Inga underarter finns listade i Catalogue of Life.